# Chaograptis
Chaograptis là một chi bướm đêm thuộc họ Noctuidae.

## Các loài
- Chaograptis crystallodes Meyrick, 1902
- Chaograptis euchrysa Lower, 1903
- Chaograptis rhaptina Turner, 1904